# Jüdische Elementarschule (Herleshausen)

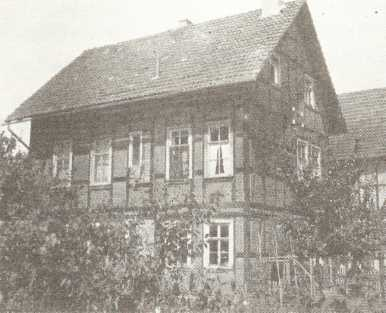
Jüdisches Schulhaus in Herleshausen

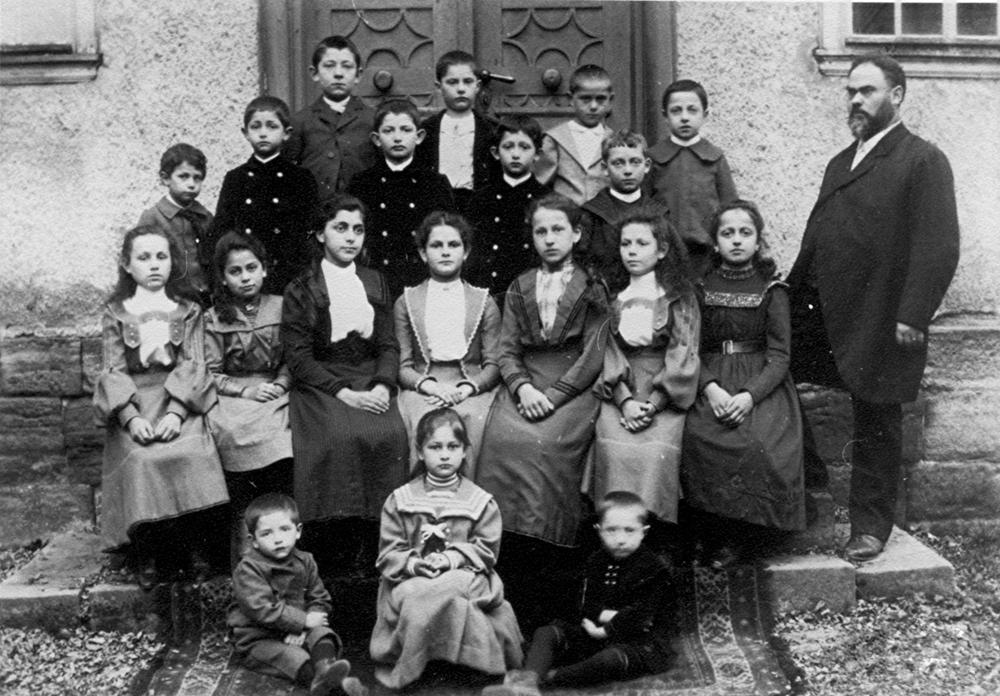
Lehrer Simon Schön mit seinen Schülern (um 1905); aufgenommen vor dem Eingang zur Synagoge

Die Jüdische Elementarschule in Herleshausen, einer Gemeinde im Werra-Meißner-Kreis in Hessen, wurde 1843 gegründet.
Im Jahr 1867 wurde für die Elementarschule, auch als Israelitische Volksschule bezeichnet, ein neues Schulhaus neben der Synagoge erbaut. Der angestellte Lehrer war zugleich als Vorbeter und Schochet tätig.
Folgende Lehrer sind bekannt: um 1866 J. Oppenheim, ab 1883 Baruch Rosenstein, ab 1900 Simon Schön (unterrichtete 1903 bis 1911 jeweils 12 bis 17 Kinder), 1912 bis 1923 Max Moses (unterrichtete 1922 sieben Kinder). Max Moses wechselte 1922 nach Spangenberg, wo er noch drei Jahre bis zur Auflösung der dortigen Volksschule und dem anschließenden Wechsel nach Aurich blieb. Nach 1922 wurde mit Elchanan/Feivel Alexandrowitz (gest. 1931) nur noch ein Religionslehrer angestellt, da die Schule nur noch als Religionsschule geführt wurde.